# Anthidiini
Anthidiini es una tribu de insectos himenópteros de la familia Megachilidae. Hay, por lo menos 40 géneros y 840 especies descritas.

## Géneros
Contiene los siguientes géneros según BioLib:
- Acedanthidium Michener, 2000
- Afranthidium Michener, 1948
- Afrostelis Cockerell, 1931
- Anthidiellum Cockerell, 1904
- Anthidioma Pasteels, 1984
- Anthidium Fabricius, 1804
- Anthodioctes Holmberg, 1903
- Apianthidium Pasteels, 1969
- Aspidosmia Brauns, 1926
- Austrostelis Michener & Griswold, 1994

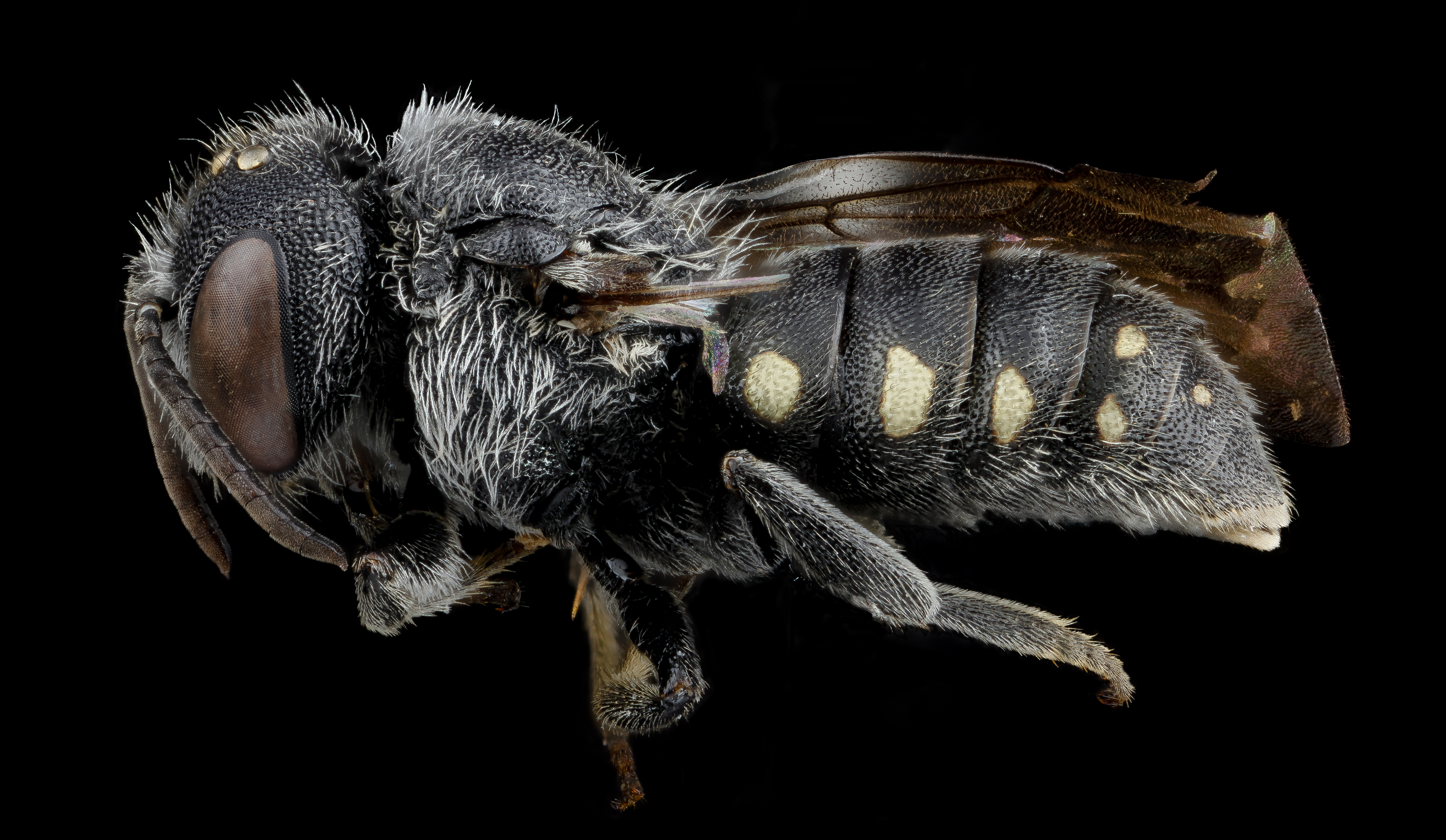
Stelis lateralis

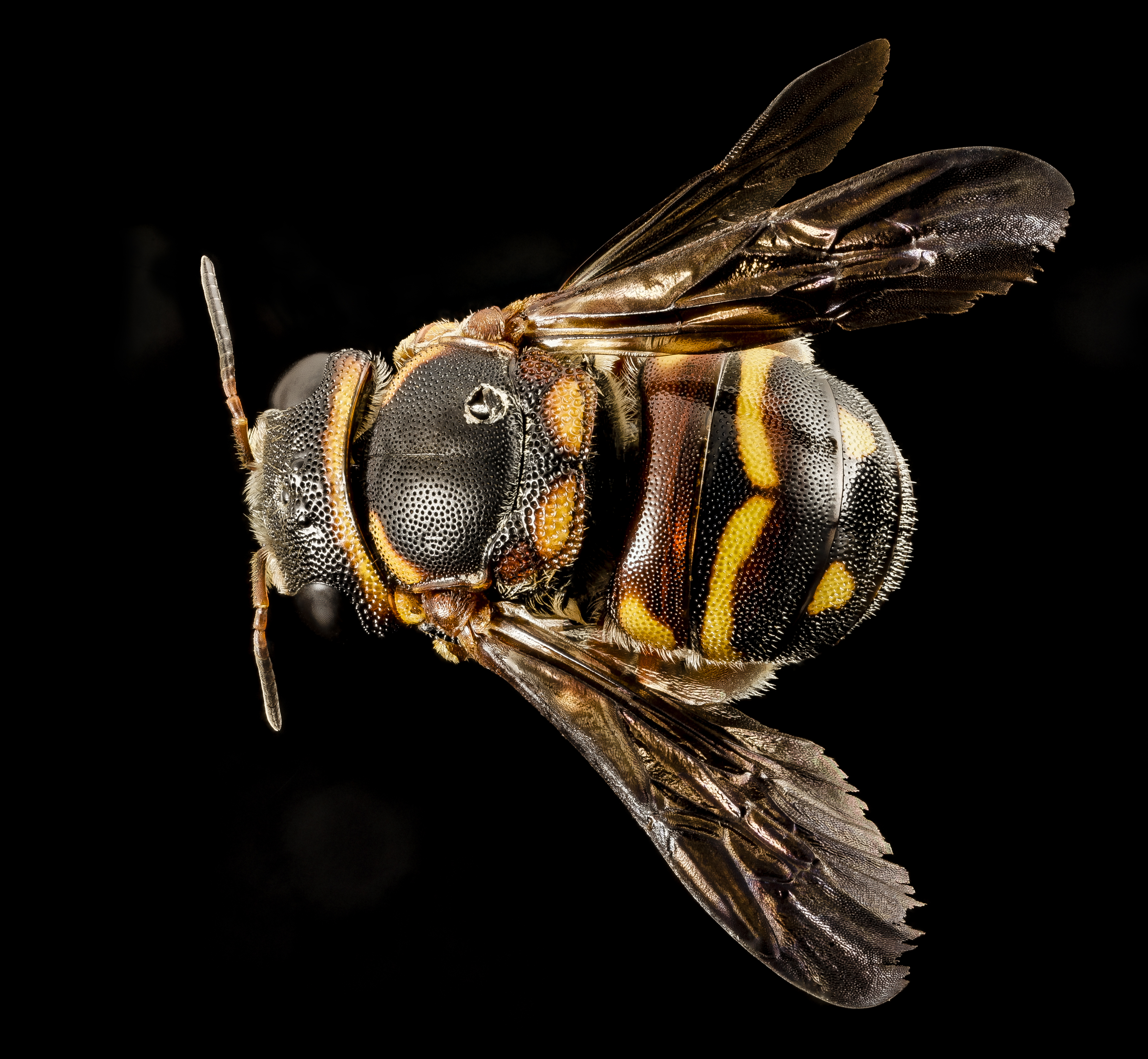
Anthidiellum perplexum

- Aztecanthidium Michener & Ordway, 1964
- Bathanthidium Mavromoustakis, 1953
- Benanthis Pasteels, 1969
- Cyphanthidium Pasteels, 1969
- Dianthidium Cockerell, 1900
- Duckeanthidium Moure & Hurd, 1960
- Eoanthidium Popov, 1950
- Epanthidium Moure, 1947
- Euaspis Gerstaecker, 1857
- Gnathanthidium Pasteels, 1969
- Hoplostelis Dominique, 1898
- Hypanthidioides Moure, 1947
- Hypanthidium Cockerell, 1904
- Icteranthidium Michener, 1948
- Indanthidium Michener & Griswold, 1994
- Ketianthidium Urban, 1999
- Larinostelis Michener & Griswold, 1994
- Neanthidium Pasteels, 1969
- Notanthidium Isensee, 1927
- Pachyanthidium Friese, 1905
- Paraanthidium Friese, 1898
- Paranthidium Cockerell & Cockerell, 1901
- Plesianthidium Cameron, 1905
- Pseudoanthidium Friese, 1898
- Rhodanthidium Insensee, 1927
- Serapista Cockerell, 1904
- Stelis Panzer, 1806
- Trachusa Panzer, 1805
- Trachusoides Michener & Griswold, 1994
- Xenostelis Baker